# Stack Exchange
Stack Exchange je mezinárodní síť komunitních Q&A webových stránek vlastněná společností Stack Exchange, Inc se sídlem v New Yorku. V současné době síť tvoří více než 170 webových stránek zabývajících se různými tématy, včetně počítačového programování, matematiky, grafického designu, hudby, vaření a mnoha dalších.
Celkově má platforma Stack Exchange měsíčně přes 830 milionů zobrazení stránek a na 3,2 milionu položených otázek je poskytnuto přes 3,6 milionu odpovědí.
Nejznámější a zároveň nejstarší stránkou sítě Stack Exchange je Stack Overflow s otázkami týkajících se počítačového programování s více než 11 miliony zobrazení denně. Momentálně se jedná o největší komunitní programátorské fórum na světě.
V poslední době se síť stala nezbytnou součástí jednotlivých komunit a organizací odborníků na určitá témata. Využívání odpovědí na otázky týkající se konkrétních témat pomáhá těmto komunitám efektivněji pracovat ve svých oborech.

## Princip
Princip této platformy spočívá v tom, že uživatelé mohou komunitě klást otázky týkající se konkrétního problému. Tyto otázky jsou veřejně dostupné a kdokoliv z uživatelů se může zapojit do diskuse o vyřešení problému. Diskuse zůstávají veřejně dostupné i po zodpovězení otázky, což napomáhá ostatním uživatelům při řešení stejného problému. Aktivní uživatelé za své jednání získávají nebo ztrácejí reputaci (interní body), kvůli které na stránkách není nutný oficiální tým moderátorů, stránky jsou schopny se moderovat samy.

## Systém odměn
Všechny webové stránky sítě Stack Exchange mají vlastní systém odměn. Uživatelé získávají nebo ztrácejí reputaci na základě kvality svých interakcí se systémem a ostatními členy komunity. Pokaždé když uživatelé položí otázku, zodpoví otázku nebo ostatní uživatelé označí jejich odpověď za správnou, zvyšuje se jejich reputace (interní body). Uživatelé také mohou ztrácet reputaci kvůli negativním recenzím ostatních uživatelů.
Reputace také určuje oprávnění uživatele v rámci systému. Se stoupající reputací uživateli přibývají nová oprávnění, ke kterým uživatelé s nízkou reputací nemají přístup.

### Odznaky
Odznaky se udělují uživatelům za jejich přínos komunitě. Na platformě existují tři stupně odznaků. Bronzové, stříbrné a zlaté. Kritéria k získání odznaků se mohou na každé stránce mírně lišit, ale obtížnost bývá podobná. Bronzové odznaky se získávají poměrně snadno a často pomáhají naučit uživatele používat samotný systém. Stříbrné odznaky se získávají obtížněji a lze je získat například za mimořádně přínosné dotazy a odpovědi, oddanost moderování a zlepšování obsahu stránek. Získat zlaté odznaky je nejobtížnější a obvykle znamenají mimořádnou oddanost nebo úspěch. Držitelé zlatého odznaku mohou závazně uzavírat otázky s tímto odznakem jako duplicitní a znovu otevírat uzavřené duplicitní otázky, které se tohoto odznaku týkají.
Všechny odznaky, které uživatel získal, se zobrazují na jeho profilu.

## Historie
V září roku 2008 Jeff Adwood a Joel Spolsky založili web Stack Overflow, stránku s otázkami a odpověďmi na problémy souvisejícími s počítačovým programováním, jako alternativu pro fórum Experts-Exchange. Od prvního dne bylo záměrem kolektivně zvýšit celkový rozsah dobrých znalostí o programování. Tento projekt projevil pozitivní ohlasy.
V roce 2009 spustili nové weby založené na stejném modelu: Server Fault pro otázky týkající se správy systému a Super User pro otázky týkající se používání počítače.
V září 2009 Spolskyho společnost Fog Creek Software představila beta verzi platformy Stack Exchange 1.0. Platforma Stack Exchange byla původně zamýšlená jako produkt - upravená verze Stack Overflow na vlastní téma. Ta byla na stránkách společnosti Fog Creek Software označována jako “Stack Overflow Knowledge Exchange“, což naznačuje, že název je velmi pravděpodobně spojením názvů "Stack Overflow" a "Knowledge Exchange".
Původním cílem platformy bylo poskytnout ostatním komunitám za měsíční poplatky web podobný Stack Overflow pro jejich potřeby. Fog Creek Software se staral o hosting a infrastrukturu za měsíční poplatek od 129 dolarů pro weby s méně než milionem návštěvníků až po 2500 dolarů pro větší weby. Tato služba však nebyla úspěšná, protože komunity nebyly příliš aktivní a bylo nutné, aby komunity byly schopné financovat náklady.
V květnu 2010 získala společnost Stack Overflow, která se stala plnohodnotnou společností, prostřednictvím Union Square Ventures a dalších investorů 6 milionů dolarů. Síť Stack Exchange poté změnila svou strategii a o vytváření vlastních stránek začala hlasovat samotná komunita, Stack Exchange 2.0. Tento systém funguje dodnes prostřednictvím portálu Area 51, kde může každý hlasovat pro založení stránek s novými tématy. Tento systém umožňuje týmu zjistit, která témata mají dostatečně aktivní komunitu, aby jim mohl být věnován prostor.
V listopadu 2010 se Stack Exchange otevřela i jiným než počítačovým oblastem, a to fyzice, matematice, psaní nebo vaření. Síť měla v té době 33 webových stránek, které navštěvoval 1,5 milionu uživatelů, společnost měla 27 zaměstnanců. Síť byla financována reklamou.
V únoru 2011 Stack Overflow spustil portál s volnými pracovními místy nazvaný Careers 2.0, který byl později přejmenován na Stack Overflow Careers.
V březnu 2011 společnost získala dalších 12 milionů dolarů a byl změněn název společnosti na Stack Exchange, Inc.
V únoru 2012 Jeff Atwood opustil společnost.
V roce 2016 Stack Exchange přidal řadu nových stránek, které posunují hranice typických stránek s otázkami a odpověďmi. Například Puzzling je platforma, kde na rozdíl od tradičních stránek s otázkami a odpověďmi zakladatel diskuse již zná odpověď a vyzývá ostatní uživatele k vyřešení stejného problému.
V červnu 2021 oznámila společnost Prosus, kterou vlastní jihoafrická mediální skupina Naspers, svůj záměr koupit Stack Overflow a Stack Exchange za 1,8 miliardy USD.

## Vytvoření nové stránky na požadované téma
Vytváření stránek Stack Exchange je proces řízený komunitou. Uživatelé mohou přes portál Area 51 navrhnout nebo hlasovat pro nové téma, o které by se platforma Stack Exchange mohla rozšířit.
Pro vytvoření nového webu je však potřebné získat nadšenou a angažovanou skupinu odborných uživatelů, kteří by se pravidelně přihlašovali, kladli vhodné otázky a správně je zodpovídali.
Prvním krokem je navrhnout alespoň 40 otázek, které vystihují rozsah tématu. Když alespoň 40 otázek získá od uživatelů minimálně deset kladných hlasů, návrh je považován za definovaný.
V další fázi bude předložena petice o vytvoření webu. Zájemci budou požádáni o podepsání návrhu a tím pomůžou zajistit, že web bude mít v kritických počátečních dnech aktivní komunitu.
Pokud petice dosáhne dostatečný počet podpisů, bude spuštěna neveřejná beta verze webu. V této fázi zavázaní členové začnou na web aktivně přidávat obsah a propagovat ho.
Pokud se na webu vytvoří dostatečné množství užitečného obsahu, bude spuštěna dlouhodobá veřejná beta verze webu. V této fázi se zjistí, zda lidé opravdu web používají. Pokud na webu nebude pravidelně vznikat užitečný obsah, web bude smazán.
Když stránka začne trvale dostávat minimálně 10 dotazů denně, bude zváženo plné spuštění webu (převedení na vlastní URL adresu a vytvoření vlastního designu webu).